# Племенное искусство
Племенное искусство (англ. Tribal art, также Ethnographic art или Primitive art) — изобразительное искусство и материальная культура коренных народов.
Племенное искусство часто носит церемониальный или религиозный характер. В музейных коллекциях племенное искусство делится на три основные категории:
- африканское искусство (особенно искусство стран к югу от Сахары);
- искусство коренных народов Америки[англ.];
- искусство Океании[англ.] (в частности, в Австралии, Меланезии, Новой Зеландии и Полинезии).

Некоторые артефакты племенного искусства
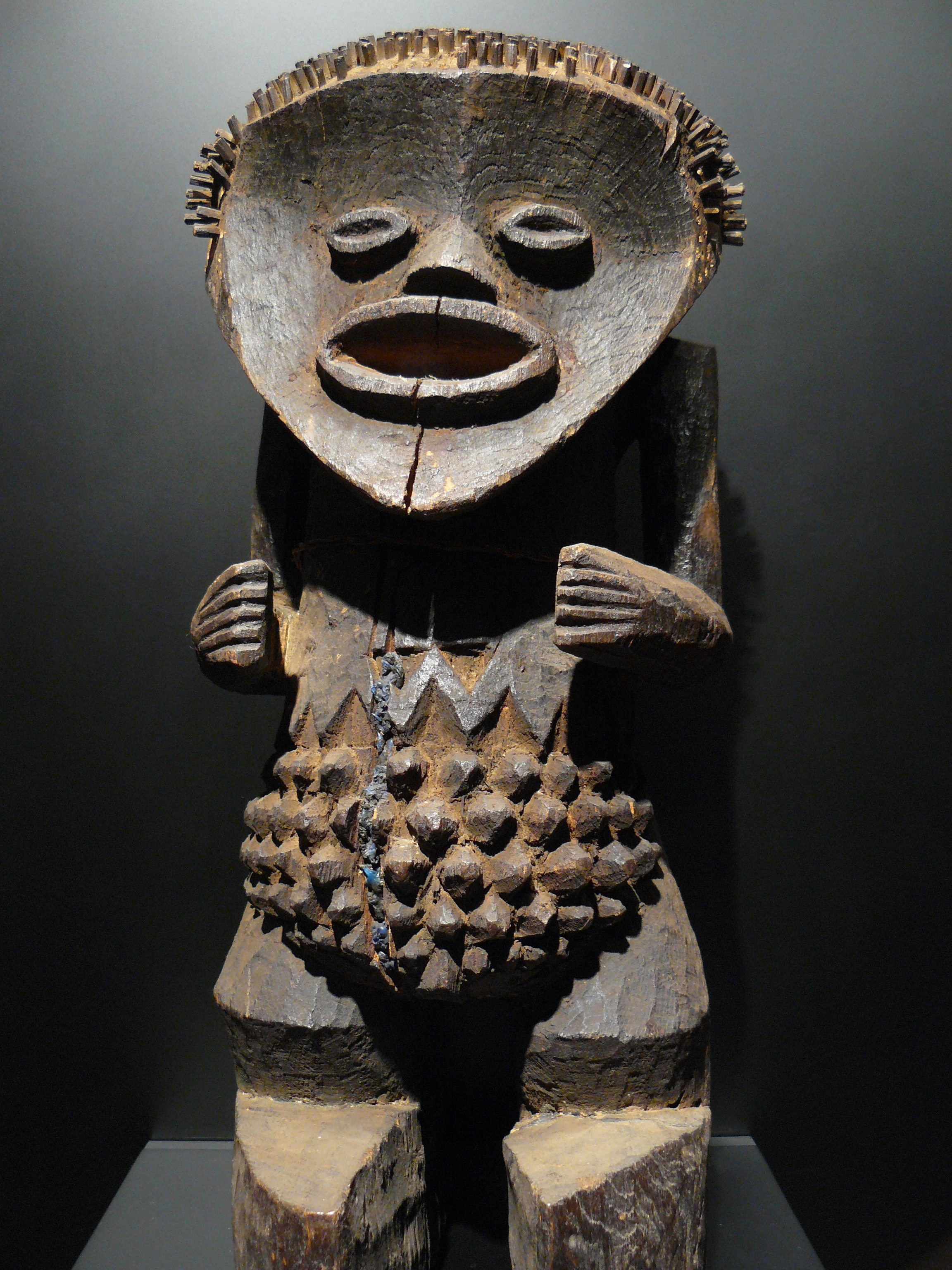
В Нигерии
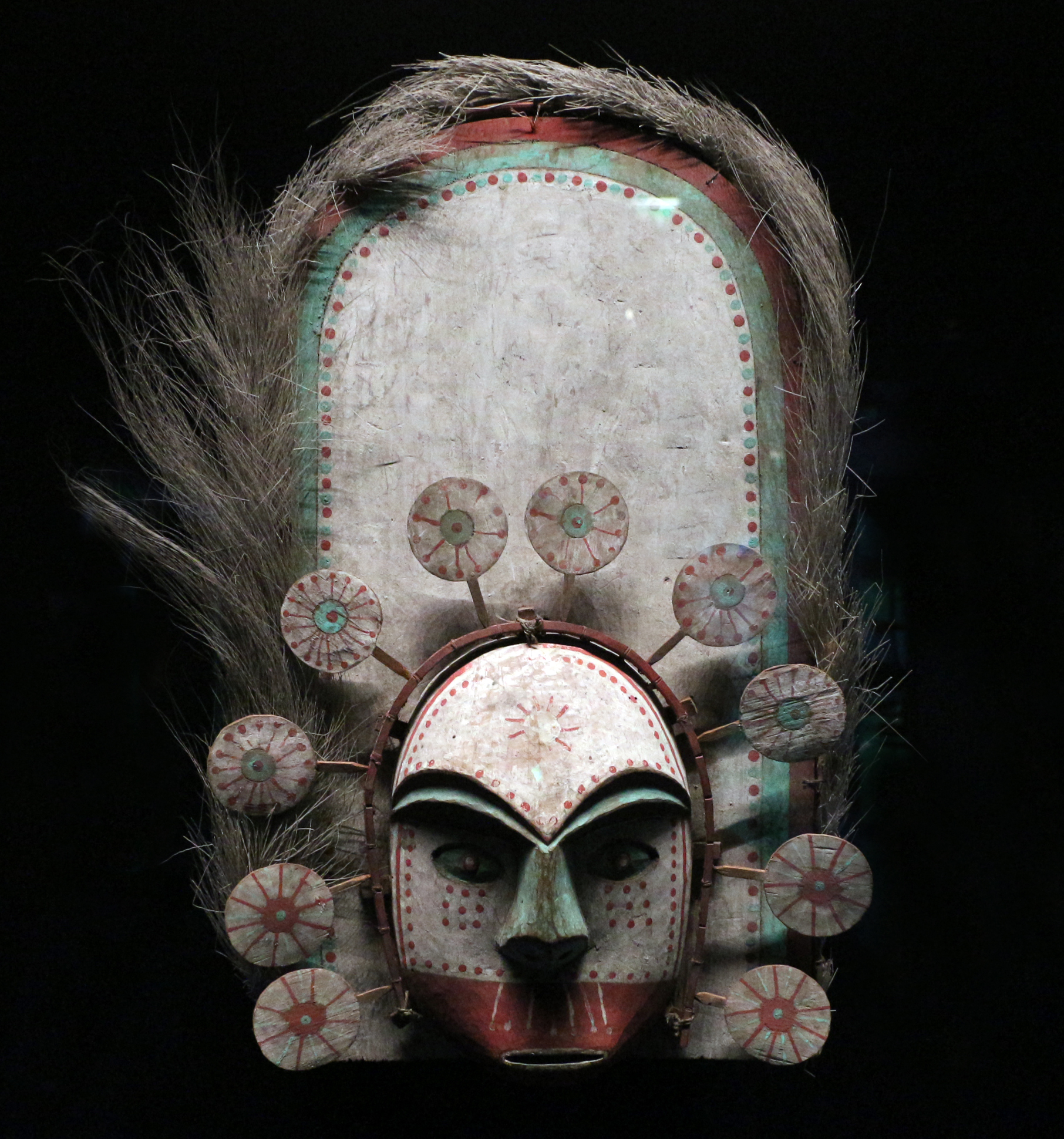
На Аляске
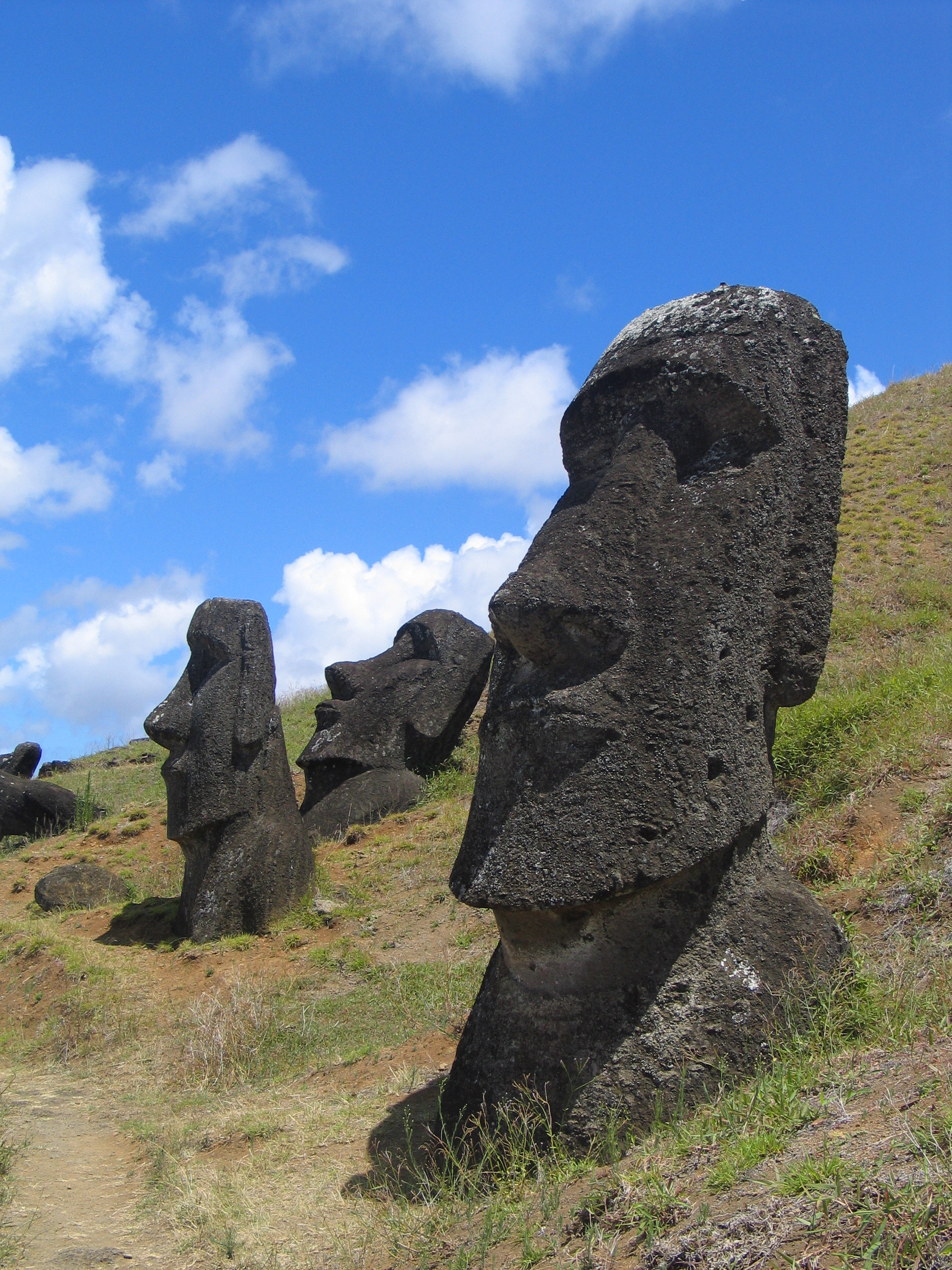
На острове Пасхи

В XIX веке незападное искусство вообще не рассматривалось профессионалами в области искусства как искусство. Скорее, эти предметы рассматривались как артефакты и культурные продукты «экзотических» или «примитивных» культур, как и до сих пор в случае с этнографическими коллекциями. Однако во второй половине XX века восприятие племенного искусства стало менее патерналистским, поскольку защитники коренных и некоренных народов боролись за более объективное изучение племенного искусства. С этого момента племенное искусство, такое, как африканское искусство в западных коллекциях, стало важной частью международных коллекций, выставок и арт-рынка.
Крупные выставки племенного искусства в конце XIX — середине XX веков познакомили западный мир с незападным искусством. Среди таких выставок можно отметить выставки Музея современного искусства в США: Africa Negro Art (1935) и Indian Art of the United States (1941). Знакомство с племенным искусством вдохновило многих современных художников, в их числе были экспрессионисты, кубисты и сюрреалисты, особенно Макс Эрнст или Пабло Пикассо, заявивший, что «примитивная скульптура никогда не была превзойдена» («primitive sculpture has never been surpassed»).
Современное искусство коренных народов по-прежнему сохраняет традиции своих народов, демонстрируя их обычаи, культуру и идеи, но с той разницей, что был создан современный стиль, в котором повседневная жизнь повлияла на их творчество при создании произведений с другим эстетическим смыслом.